# Striaptera cinnamomeus
Striaptera cinnamomeus là một loài bướm đêm trong họ Noctuidae.